# FC Scarborough
Der Scarborough Football Club war ein Fußballverein aus der nordostenglischen Küstenstadt Scarborough. Der 1879 gegründete Club wurde im Juni 2007 wegen Schulden in Höhe von 2,5 Millionen Pfund aufgelöst. Größter Erfolg des Clubs waren zwölf Jahre in der niedrigsten englischen Profiliga (1987–1999), zudem ist der Club gemeinsam mit zwei weiteren Vereinen mit drei Erfolgen Rekordsieger der FA Trophy.

## Nachfolgeclubs
Nach Auflösung des FC Scarborough entstanden zwei Nachfolger; der FC-Scarborough-Fan-Verband The Seadog Trust gründete noch im Juni 2007 den Club Scarborough Athletic als Nachfolgeverein; die Jugendmannschaften, samt Trainerstab, sowie die Fußballschule des alten FC Scarborough wurden vom  George Pindar Community Sports College übernommen; im Jahre 2008 gründete sich als Überbau dieser Mannschaften, sowie einer neuen Herrenmannschaft der Club Scarborough Town. Beide Clubs spielen in sehr niedrigen Amateurligen, Town in der elften und Athletic in der neunten Liga.